# 응암담화
응암담화(應菴曇華, 1103-1163)는 남송 때의 중국 불교 임제종 양기파의 스님이다. 천축 제50대, 중국 불교 제23대 조사 스님이다.

## 생애
종문제일서 벽암록의 저자로 유명한, 중국 21대 조사 원오극근 스님의 회중에 귀의하여, 차암경원(此菴景元, 1094-1146)스님과 도반이 되었다.